# Gençac (Gironda)
Gençac (en francès Gensac) és un municipi francès situat al departament de la Gironda i a la regió de la Nova Aquitània.

## Demografia
| 1962                                       | 1968 | 1975 | 1982 | 1990 | 1999 | 2007 |
| ------------------------------------------ | ---- | ---- | ---- | ---- | ---- | ---- |
| 801                                        | 842  | 848  | 810  | 752  | 800  | 849  |
| Des de 1962: població sense dobles comptes |      |      |      |      |      |      |

## Administració
| Període   | Identitat      | Partit |
| --------- | -------------- | ------ |
| 1959-1983 | Raymond David  |        |
| 1983-1995 | Roger Taillard |        |
| 1995-2010 | Raymond Farré  | PS     |
| 2010-     | Claude Brel    |        |